# Johannes Gerardus Heijberg
Johannes Gerardus Heijberg (Rotterdam, 9 december 1869 – aldaar, 18 januari 1952) was een Nederlands schilder, tekenaar en academiedocent. Hij wordt in de pers en literatuur vermeld als J.G. Heijberg of J.G. Heyberg.

## Leven en werk
Heijberg was een zoon van kantoorbediende Gerrit Heijberg en Helena Margaretha Baljon. Hij studeerde aan de Academie van Beeldende Kunsten en Technische Wetenschappen in Rotterdam. In 1887 won hij op de academie een zilveren medaille. Heijberg schilderde, tekende en aquarelleerde onder meer landschappen en stillevens, maar vooral scenes uit het soldatenleven. Hij haalde inspiratie daarvoor ook uit eigen ervaring, tijdens diensttijd was hij ingedeeld bij het garderegiment Grenadiers en Jagers en gelegerd in de Haagse Oranjekazerne. In 1892 trouwde hij met de schilderes Sara Ledeboer (1867-1952).
Vanaf 1891 gaf Heijberg les aan de Rotterdamse academie. Tot zijn leerlingen behoorden Pieter den Besten, Willem Boon, Wim Chabot, Kees van Dongen, Arend Jean Adriaan Hagen, Jan van Heel, Piet Jabaay, Rijk van Lavieren, Chris Leeflang, Korn Lodder, Leo Ponse, Jopie Roosenburg-Goudriaan en Peter van Someren.
Exposities
Heijberg exposeerde meerdere malen, in binnen- en buitenland. In 1895 nam hij deel aan een tentoonstelling van Levende Meesters in het pas geopend Stedelijk Museum Amsterdam, waar zijn schilderij Na de rust werd aangekocht door de commissie voor de koninklijke subsidie. Hij won voor het werk de gouden medaille van Arti et Amicitiae. Bij de internationale tentoonstellingen van schone kunsten en nijverheid in Barcelona behaalde hij brons (1898) en zilver (1907). Hij nam ook deel aan een aantal wereldtentoonstellingen: de 
Exposition Internationale de Bruxelles (1897), de Exposition Universelle (1900) in Parijs en  de Saint Louis World's Fair (1904), hij won goud in Parijs en brons in Saint Louis. Vanaf 1915 exposeerde hij met De Rotterdamsche Tien, een club kunstenaars die naast Heijberg en zijn vrouw bestond uit Christiaan Johannes Addicks, Gerard Altmann, Huib Luns, Ferdinand Oldewelt, Adriaan de la Rivière, Martin Schildt, August Willem van Voorden en Jan Harm Weijns.
De laatste jaren
Rond zijn 45e stopte Heijberg met schilderen, hij wijdde zich tot aan zijn pensioen aan zijn werk als docent. 
Heijberg overleed in 1952 aan gasvergiftiging, een maand later overleed ook zijn vrouw aan de gevolgen van de vergiftiging. Het echtpaar werd begraven op de Algemene Begraafplaats Crooswijk. Nog in het jaar van overlijden werd in Hillegersberg een straat naar Heijberg vernoemd.

## Werken (selectie)
- Wachtlokaal met militairen (1914), collectie gemeente Rotterdam
- Chambrée van de grenadiers, collectie Museum Boijmans Van Beuningen
- Twee soldaten in wachtlokaal, collectie Museum Boijmans Van Beuningen
- Soldaten in kazerne, collectie Museum Boijmans Van Beuningen
- Kaartbespreking door grenadiers, collectie Nationaal Militair Museum
- Onderofficieren der grenadiers in kamerinterieur, collectie Historisch Museum Grenadiers en Jagers te Schaarsbergen.